# Stop That Noise
Stop That Noise es un corto de animación estadounidense de 1935, de la serie de Betty Boop. Fue producido por los estudios Fleischer y distribuido por Paramount Pictures. En él aparece Betty Boop.

## Argumento
Betty Boop no puede descansar debido al ruido de la ciudad, por lo que decide irse al campo a disfrutar de su tranquilidad. Pero allí se encontrará con otras molestias que no esperaba.

## Producción
Stop That Noise es la trigésima octava entrega de la serie de Betty Boop y fue estrenada el 15 de marzo de 1935.